# Hontanares de Eresma
Hontanares de Eresma és un municipi de la província de Segòvia, a la comunitat autònoma de Castella i Lleó.

## Demografia
| 1991 | 1996 | 2001 | 2004 | 2007 |
| ---- | ---- | ---- | ---- | ---- |
| 130  | 158  | 173  | 249  | 671  |